# Дольчи, Карло
Карло Дольчи (итал. Carlo Dolci; 25 мая 1616, Флоренция — 17 января 1686, там же) — флорентийский художник зрелого барокко.
Ещё ребёнком, отправленный на обучение в художественную школу Якопо Виньяли, показал недюжинное дарование в области живописи. К началу 1640-х годов под воздействием «светло-тёмной» манеры художника Гвидо Рени, придаёт своим полотнам более интенсивное, красочное выражение. Через десять лет, в 1650-е годы, большее внимание уделяет вырисовке фигур на заднем плане картин. В эти годы и позднее развивает традиции Филиппо Липпи и Перуджино. В конце жизни Дольчи делает изображения своих персонажей на картинах более неподвижными и тяжёлыми, дабы подчеркнуть их религиозность.
Дольчи был знаменит своей набожностью и тщательной проработкой полотен. Рассказывали, что к каждой Пасхе он создавал новое изображение Христа в терновом венце. «Скоропишущий» Лука Джордано, за это своё качество получивший прозвище Лука Фа-Престо, советовал ему писать быстрее, дабы не умереть от голода, и в качестве примера за пять часов написал больше, чем Дольчи за несколько месяцев; после этого старый мастер впал в отчаяние и до последнего дня жизни пребывал в депрессии. На склоне лет ему помогала в мастерской дочь Агнесса (Аньезе); впрочем, её кисть практически неотличима от отцовской.
В период сентиментализма (конец XVIII века) Дольчи был в большой моде у знатных ценителей искусства, которые вывезли многие его произведения в северную половину Европы. 
- «Портрет семьи Барди — I» 1631 Флоренция, палаццо Питти
- «Портрет семьи Барди — II» 1632 Флоренция, палаццо Питти
- «Мученичество св. Андрея» 1641 Флоренция, палаццо Питти
- «Ангел-хранитель» Флоренция, галерея Корсини
- «Автопортрет» 1674 Флоренция, галерея Уффици
- «Мария Магдалина» 1660/1670 Флоренция, галерея уффици
- «Натюрмот с цветами» 1665/75 Флоренция, галерея Уффици
- «Айнольфо ди Барди» 1632 Флоренция, галерея Уффици
- «Мадонна с младенцем», палаццо Питти
- «Младенец Христос», Старая пинакотека

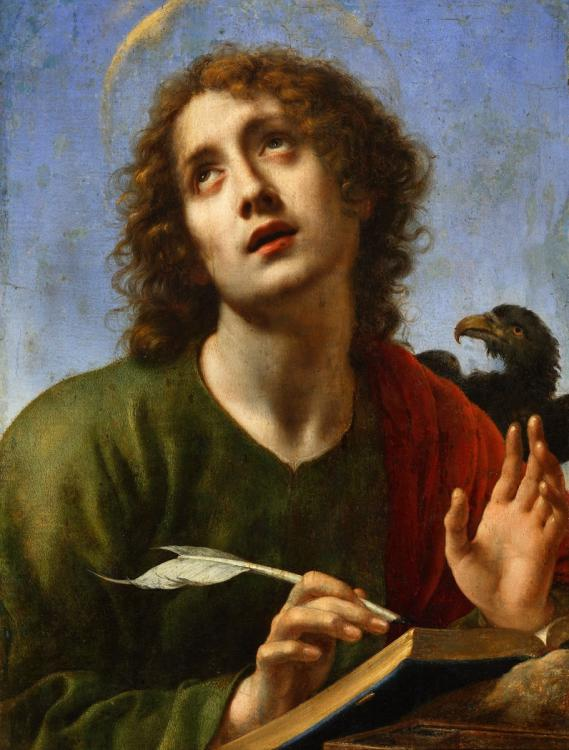
Иоанн Евангелист, 1647, Москва, ГМИИ им. А. С. Пушкина
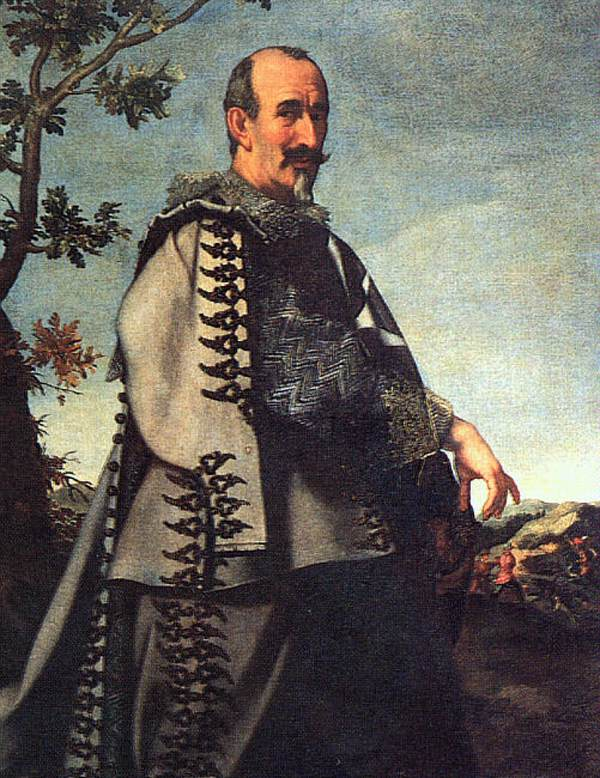
Портрет Айнольфо ди Барди, 1632, Флоренция, Палаццо Питти
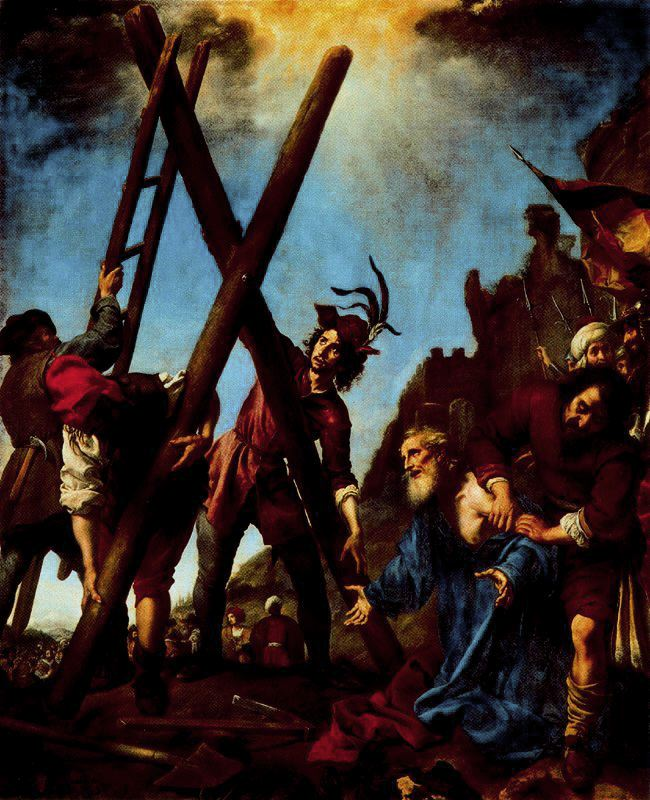
Мученичество св. Андрея, 1646, Флоренция, Палаццо Питти
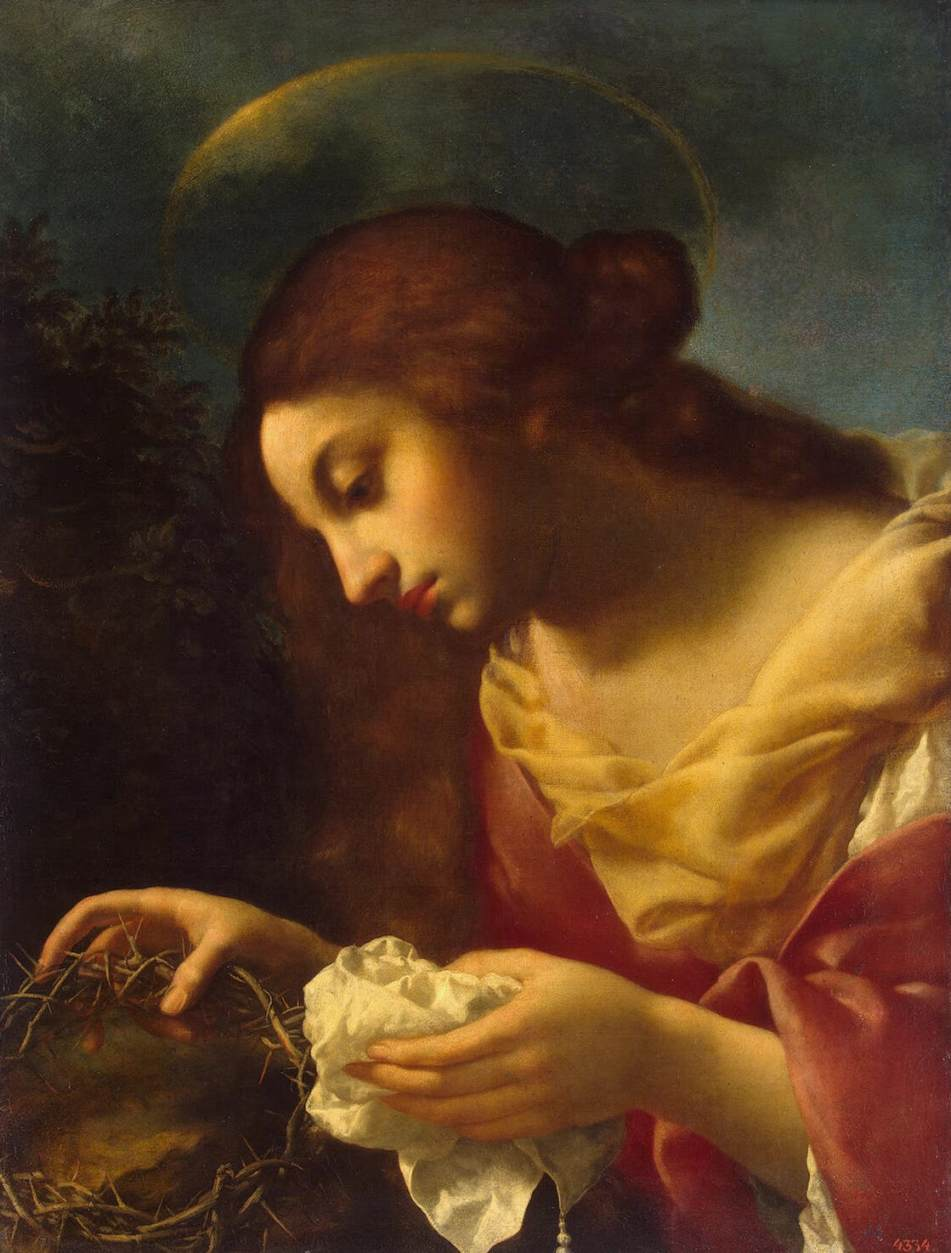
Св. Мария Магдалина, 1644-46, Санкт-Петербург, Эрмитаж
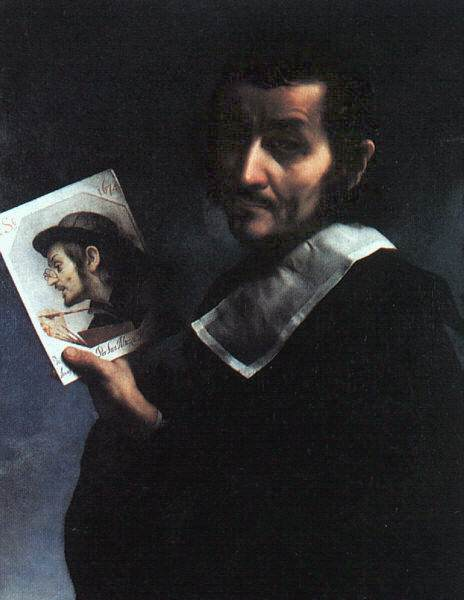
Автопортрет, 1674, Флоренция, галерея Уффици
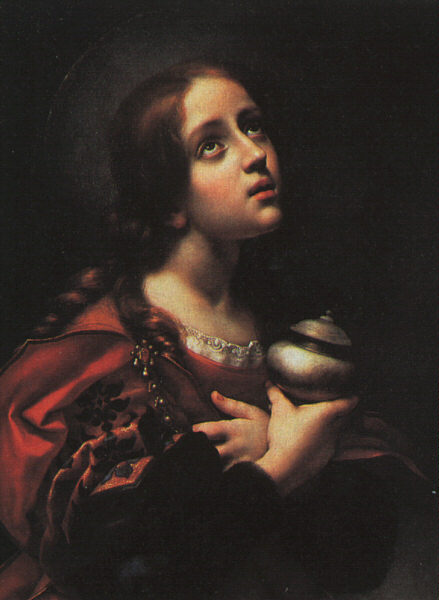
Мария Магдалина, 1660-70, Флоренция, галерея Уффици
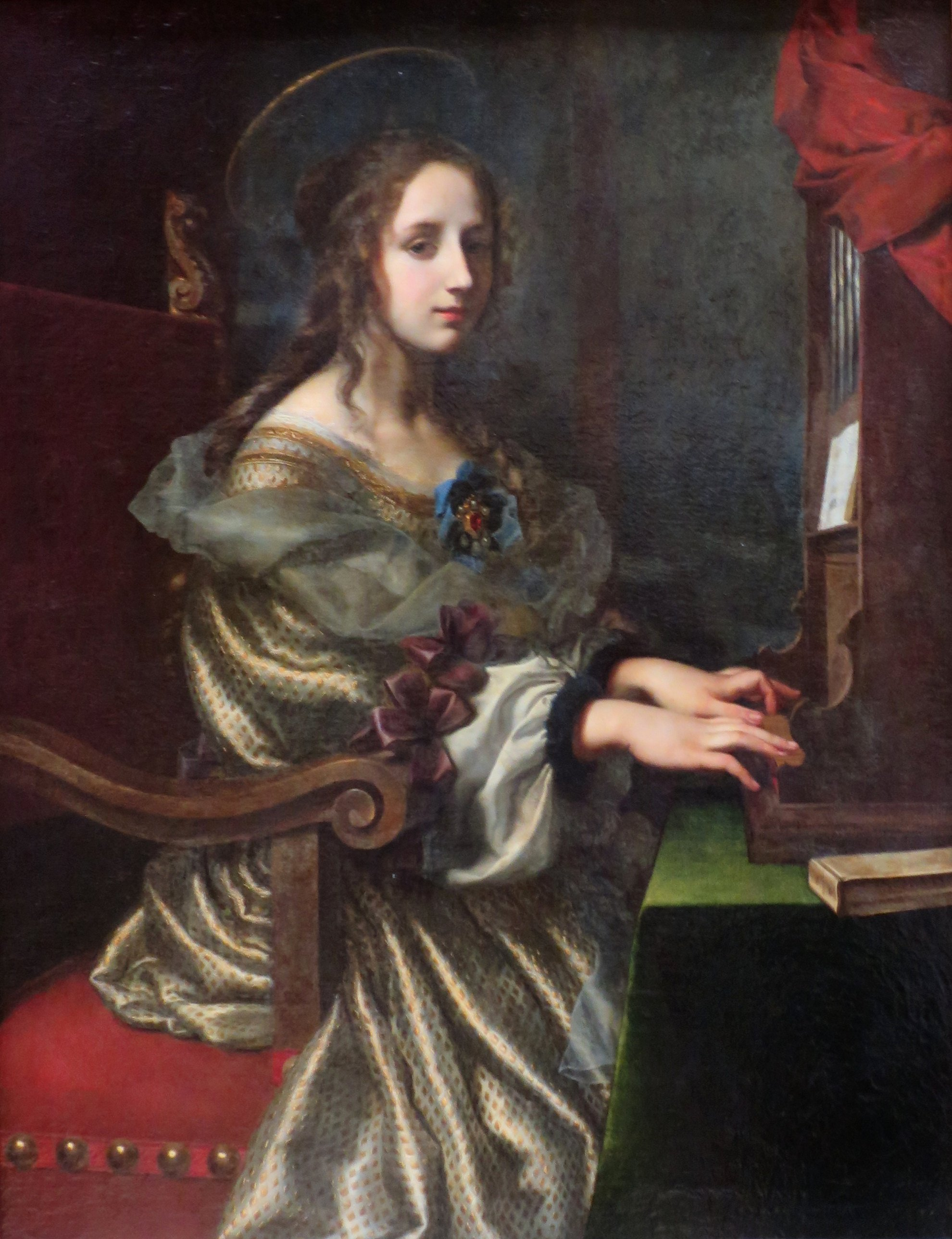
Св. Цецилия, 1670, Санкт-Петербург, Эрмитаж